# Carlo Raverta
Carlo Raverta (Castelnuovo, Trento, 13 de novembre de 1843 - Zagreb, 26 de gener de 1908) fou un tenor italià.
La temporada 1878-1879 va cantar al Gran Teatre del Liceu de Barcelona.